# 向井爽也
向井 爽也（むかい そうや、1931年8月24日 - 2005年2月5日）は、日本の演劇評論家、TBSディレクター。洋画家向井潤吉の長男。

## 経歴
1931年（昭和6年）、東京に生まれる。麻布高校、早稲田大学仏文科・政治科、早稲田大学大学院演劇科を卒業。TBSテレビで番組制作に携わりながら、演劇評論を執筆する。1963年（昭和38年）、浅草で劇団を立ち上げていた萩本欽一を誘い、初めてテレビに出演させた。
1973年（昭和48年）に創部された東京大学レスリング部の初代監督を務めた。1978年（昭和53年）時点では他に日本アマチュア・レスリング協会理事、同学連理事、同社会人連盟常務理事、国学院大学レスリング部コーチなどの経歴が記載されている。
1991年（平成3年）以降はTBSを退社してフリーとなる。芸術祭、芸術選奨の審査員を歴任。他に、榎本健一を中心とする「東京喜劇研究会」の代表を務めた。2005年（平成17年）に肺がんのため東京都内の病院で死去した。73歳没。

## 演出作品
- 「虹の国から」1960-1961年
- 「若いやつ」1962年
- 「ジンタカ・パンチ!」1966年

※出典：テレビドラマデータベース

## 著書
- 『日本の大衆演劇』東峰出版、1962年、全国書誌番号:63000620
- 『にっぽん民衆演劇史』日本放送出版協会、1977年、全国書誌番号:77027690
- 『喜劇人哀楽帖』文化出版局、1978年、全国書誌番号:79003189
- 『喜劇が好きなあなたへ』演劇出版社、1996年、ISBN 4-900256-54-4